# Pesadilla para un rico
Pesadilla para un rico es una película española de comedia negra estrenada en 1996, coescrita por Luis Alcoriza y Fernando Fernán Gómez y dirigida por este último. Fue protagonizada en los papeles principales por Carlos Larrañaga, Beatriz Rico, Álvaro de Luna y Carme Elías.

## Sinopsis
Álvaro es un típico hombre de negocios de éxito: casado, con hijos, dueño de un amplio imperio empresarial y a punto de alcanzar la presidencia del grupo. Tiene una amante, a quien mantiene discretamente con un apartamento pagado y puesto a nombre de ella.
Una noche, conoce a Mané, una joven que afirma estar siendo perseguida. Tras hablar con ella, Álvaro es seducido y ambos terminan juntos. De repente, ella fallece en circunstancias confusas. Álvaro, en pánico, decide ocultar el cadáver, pero no es tarea sencilla. Sus agobios se agravan mucho más cuando alguien, que parece saber lo ocurrido empieza a chantajearlo.

## Reparto
- Carlos Larrañaga ... Álvaro
- Beatriz Rico ... Mané
- Álvaro de Luna ... Lorenzo
- Carme Elías ... Alicia
- Eva M. Serrano ... Norma
- Pablo Tribaldos ... Boni
- Tito Augusto ... Cero
- Naím Thomas ... Juanma
- Luis Perezagua ... Zacarías
- Patricia Mendy ... Sra. Gruesa
- Tony Valento ... Cleón
- José Segura ... Vagabundo
- Helena Fernán-Gómez ... Sra. de Calvo
- Manuel Alexandre ... Raúl
- Tina Sáinz ... Cleomnia
- Rafael Romero Marchent ... Portes
- Fernando Fernán Gómez ... Presidente
- Virginia Buika ... Eulalia
- Lola Mariné ... Vanesa
- César Lucendo ... Óscar
- Kunio Miyairi ... Japonés
- María Teresa Neila ... Dositea
- Javier Fuentes Lázaro ... Ramón María
- Ramón Lillo ... Gutier
- Victoria Oliver ... Sra. de Portes
- Yolanda Quesada ... Nené (Sra. de Gutier)
- Pepe Frías ... Invitado 1º
- Javier Artiñano ... Invitado 2º
- Rafael Torres ... Empleado
- Rafael Calvo ... Gasolinero
- Paco Vaquero ... Guardia Civil 1º
- Enrique Suárez ... Guardia Civil 2º
- María Jesús Hoyos ... Nodriza
- Julio Esteban ... Atienza
- Raúl Rodríguez ... Albertito
- Susana Díaz Plaja ... Chica 1ª coro
- Mari Carmen Picó García ... Chica 2ª coro
- Arantxa Kraus ... Chica 3ª coro
- Pilar Rodríguez ... Chica 4ª coro
- Carmen Ruiz ... Chica 5ª coro
- Jorge Saudinós ... Amigo 1º de Óscar
- Ismael Gordillo ... Amigo 2º de Óscar